# Discographie de Wolfgang Gartner
La discographie de Wolfgang Gartner, DJ américain né à San Luis Obispo en Californie.

## Albums studio
- 2011 :  Weekend in America

## Singles et EPs
Classés
| Année | Titre                                    | Meilleure Position | Meilleure Position | Meilleure Position | Meilleure Position | Album                       |
| Année | Titre                                    | BEL (Fl)           | FRA                | P-B                | UK                 | Album                       |
| ----- | ---------------------------------------- | ------------------ | ------------------ | ------------------ | ------------------ | --------------------------- |
| 2010  | Animal Rights (avec Deadmau5)            | —                  | —                  | —                  | 72                 | 4x4=12 (album de Deadmau5)  |
| 2010  | Illmerica                                | 5                  | —                  | 38                 | —                  | Weekend In America          |
| 2012  | Forever (avec Will.i.am)                 | 35                 | —                  | —                  | 72                 | Weekend In America          |
| 2012  | We Own The Night (avec Tiësto & Luciana) | 39                 | 85                 | 80                 | 87                 | Club Life (album de Tiësto) |

### 2007
- Shapes (EP)

### 2008
- Candy EP
- Play Dub
- Hot For Teacher EP
- Killer / Flam Mode
- Montezuma / Frenetica
- Bounce / Get It
- Emergency
- Hook Shot
- Flashback (avec MC Flipside)

### 2009
- Montezuma – Remixes
- Yin / Yang (avec Francis Preve)
- Push & Rise
- Wolfgang's 5th Symphony / Grey Agenda
- Fire Power / Latin Fever

### 2010
- Undertaker
- Conscindo (avec Mark Knight)
- Animal Rights (avec Deadmau5)
- Illmerica
- Space Junk

### 2011
- Forever (avec will.i.am)
- Hell Yeah! (with Mark Knight)
- Ménage à Trois
- The Devil's Den (with Skrillex)
- Still My Baby (feat. Omarion)

### 2012
- Go Home (avec will.i.am & Mick Jagger)
- There and Back
- We Own The Night (avec Tiësto & Luciana)
- Redline
- Flexx
- Casual Encounters of the 3rd Kind (Girl on Boy / Girl on Girl)
- Love & War

### 2013
- Anaconda

## Remixes

### 2008
- Cold Act Ill (Wolfgang Gartner's Monster Mix, & Club Mix) – Classixx
- Helium (Wolfgang Gartner Remix) – Bass Kleph & Anthony Paul
- Funk Nasty (Wolfgang Gartner Remix) – Andy Caldwell
- Cruel World (Wolfgang Gartner Kindergarten Slam Mix) – Ron Reeser & Dan Saenz
- Me & Myself (Wolfgang Gartner Remix) – Ben DJ (avec Sushy)
- Play (Wolfgang Gartner Remix, and Dub) – Jin Sonic & Dive

### 2009
- Heartbreaker (Wolfgang Gartner Remix) – MSTRKRFT (feat. John Legend)
- I Will Be Here (Wolfgang Gartner Remix) – Tiësto & Sneaky Sound System
- Cruelty (Wolfgang Gartner Remix) – Alaric
- 3 (Wolfgang Gartner Remix) – Britney Spears
- Morning After Dark (Wolfgang Gartner Remix) – Timbaland (feat. Nelly Furtado & SoShy)
- Imma Be (Wolfgang Gartner Club Mix) – The Black Eyed Peas

### 2010
- Blame It On The Girls (Wolfgang Gartner Remix, & Dub) – Mika

### 2012
- Paddling Out (Wolfgang Gartner Remix) – Miike Snow
- Sorry for Party Rocking (Wolfgang Gartner Remix) – LMFAO